# Skřípinka smáčknutá

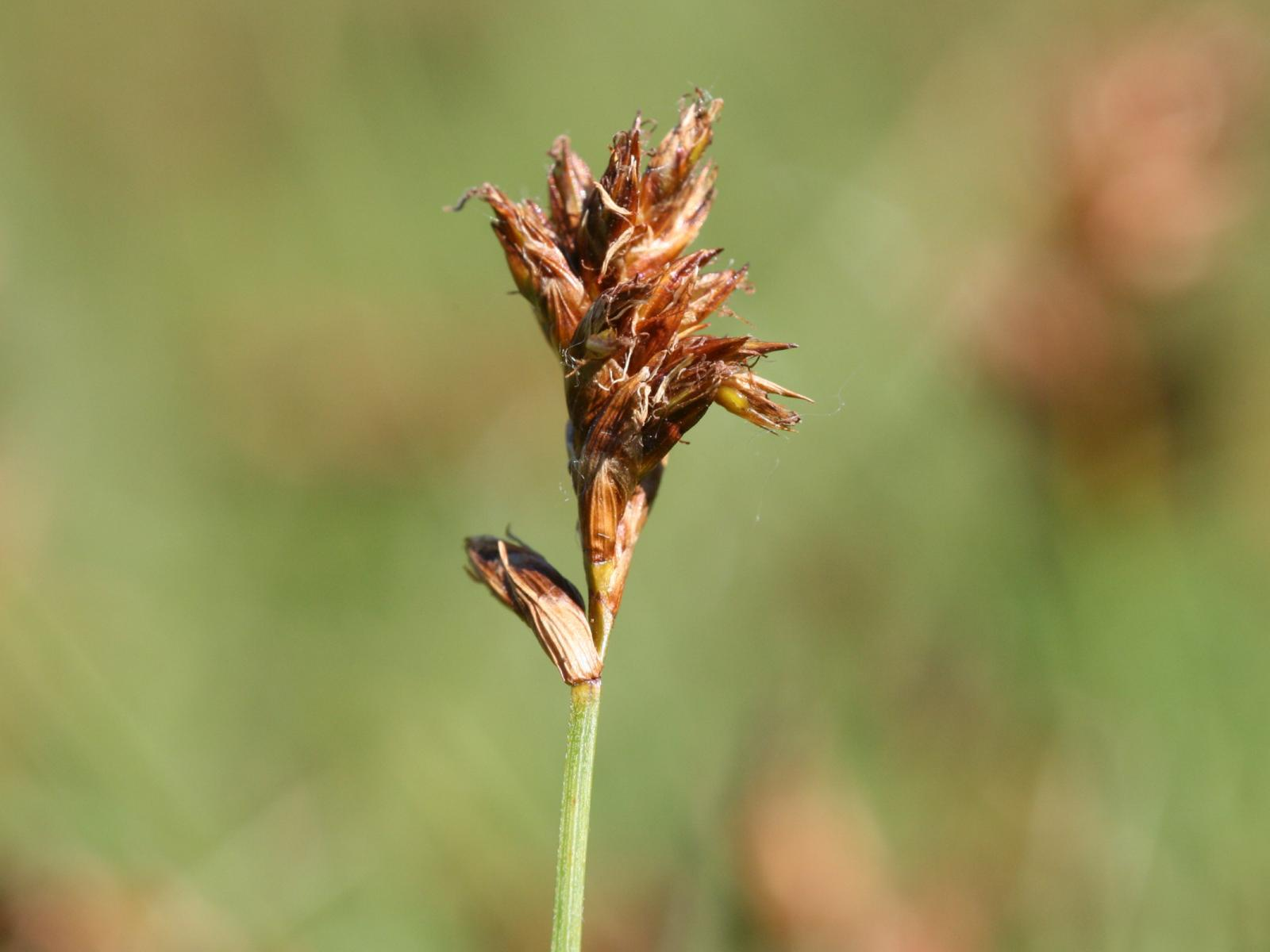
Květenství skřípinky smáčknuté

Skřípinka smáčknutá (Blysmus compressus) je vytrvalá rostlina vlhkých až zamokřených míst, je jediný druh rodu skřípinka, který v české přírodě roste. Tato původní rostlina české květeny je v současnosti velmi vzácná a je ohrožená vyhynutím.

## Rozšíření
Druh má hlavní areál rozšíření v Evropě (vyjma nejsevernějších a nejjižnějších částí) a okrajově zasahuje do Malé Asie a nevelkých oblastí v Íránu a Indii; řídce roste i na severu Afriky.

## Ekologie
Vyskytuje se na mokrých pastvinách, bahnitých loukách, na prameništích i slatinách, na bažinatých březích rybníků a řek i ve vyjetých kolejích rozježděných polních či lesních cest. Není moc konkurenceschopnou rostlinou a proto většinou roste v rozvolněné vegetaci na místech, která jiných druhům příliš nevyhovují. Nevadí ji občasné sešlapání ani částečně zasolení půdy, roste i v pobřežních dunách s prosakující mořskou vodou.

## Popis
Vytrvalá rostlina, rostoucí v rozvolněném trsu, s přímou lodyhou vysokou 15 až 40 cm vyrůstající z nažloutlého, trsnatého oddenku. Šedozelená, slabě tříhranná lodyha, až 2 mm tlustá, je ve spodní části porostlá plochými, čárkovitými, mírně kýlnatými listy s hnědými pochvami s malými jazýčky; listy lodyhu obvykle nepřerůstají.
Na vrcholu stébla vyrůstá až 4 cm dlouhý, přetrhávaný lichoklas podepřený vztyčeným listenem delším než květenství. Lichoklas je tvořen tmavohnědými, asi 6 mm dlouhými, staženými, úzce vejčitými, 5 až 8květými klásky sestavenými do dvou řad. Oboupohlavné kvítky vyrůstající z paždí kopinatých, červenavě hnědých plev mají zredukované okvětí vytvořené pouze šesti drsnými štětinami. Kvítek obsahuje tři tyčinky s podlouhlými prašníky, svrchní semeník a čnělku s dvouramennou bliznou.
Větrem opylující se kvítky kvetou v červnu a červenci. Po opylení se vytvoří vejčité nažky s dlouhým zobánkem z vytrvalé čnělky. Mimo nažek se může do blízkého okolí rozmnožovat i pomalým rozrůstáním oddenků.

## Ohrožení
Zamokřená stanoviště na kterých skřípinka smáčknutá roste postupně mizí z české přírody, jsou odvodňována a přeměňována na louky nebo ornou půdu. Za poslední desetiletí se postupně snižují početní stavy této nenápadné rostliny a proto byla v „Červeném seznamu cévnatých rostlin České republiky“ z roku 2012 zařazena mezi silně ohrožené druhy (C2t).